# Rusakowicze (rejon stołpecki)
Rusakowicze (biał. Русаковічы, Rusakowiczy; ros. Русаковичи, Rusakowiczi) – wieś na Białorusi, w obwodzie mińskim, w rejonie stołpeckim, w sielsowiecie Mikołajewszczyzna, nad Niemnem.

## Historia
W XIX i w początkach XX w. położone były w Rosji, w guberni mińskiej, w powiecie mińskim, w gminie Świerżeń. Należały do Radziwiłłów.
W dwudziestoleciu międzywojennym zaścianek leżący w Polsce, w województwie nowogródzkim, w powiecie stołpeckim, w gminie Świerżeń. W 1921 miejscowość liczyła 182 mieszkańców, zamieszkałych w 30 budynkach, w tym 181 Polaków i 1 Białorusina. 180 mieszkańców było wyznania rzymskokatolickiego, 1 prawosławnego i 1 mojżeszowego.
Położone były wówczas w pobliżu granicy polsko-sowieckiej. Na początku lat 20. znajdowały się tutaj placówki 2 Batalionu Celnego i 2 Batalionu Straży Granicznej.
Po II wojnie światowej w granicach Związku Sowieckiego. Od 1991 w niepodległej Białorusi.